# Flughafen Calicut

i8
i11
i13
Der ca. 104 m hoch gelegene Flughafen Calicut (englisch Calicut International Airport oder Kozhikode Airport, IATA-Code: CCJ, ICAO-Code: VOCL) ist ein internationaler Flughafen ca. 27 km (Fahrtstrecke) südöstlich der Großstadt Kozhikode (ehemals Calicut) im südindischen Bundesstaat Kerala. Der durch die Airports Authority of India betriebene Flughafen ist gemessen an den internationalen Passagierzahlen einer der größten Indiens.

## Geschichte
Der Flughafen wurde im April 1988 eingeweiht. Den internationalen Status erhielt er im Jahr 2006; in der Folge wurde ein neues Terminalgebäude errichtet. Eine Verlängerung der Start- und Landebahn ist geplant, aber wegen des Geländes kaum möglich. So können bislang nur mittelgroße Düsenjets (z. B. A-320) den Flughafen nutzen.

## Flugverbindungen
Mehrere indisches Airlines betreiben tägliche Linienflüge nach Delhi, Mumbai, Bangalore, Chennai, Hyderabad und anderen Städten Indiens. Internationale Flüge verbinden die Malabarküste hauptsächlich mit den Golfstaaten.

## Zwischenfälle
- Im November 2008 berührte das Flügelende eines Air-India-Airbus A-310 die Landebahn.
- Im Juli 2012 rutschte eine Boeing 737-800 während eines heftigen Monsunregens von der Landebahn; es gab keine Verletzte.
- Am 7. August 2020 überschoss eine aus Dubai kommende Boeing 737-8HG (WL) der Air India Express das Landebahnende  des Flughafens, wobei mindestens 18 von 190 Menschen an Bord getötet wurden (siehe auch Air-India-Express-Flug 1344).